# Iron Fist (2.ª temporada)
A segunda temporada da série de televisão norte-americana Iron Fist, baseada no personagem homônimo da Marvel Comics, segue Danny Rand / Punho de Ferro, um especialista em artes marciais com a habilidade de invocar o poder místico do Punho de Ferro, sendo o protetor de Nova York após os eventos de The Defenders. É situada no Universo Cinematográfico Marvel, compartilhando continuidade com os filmes e outras séries de televisão da franquia. A temporada foi produzida pela Marvel Television em associação com a ABC Studios, com Raven Metzner  servindo como showrunner.
Finn Jones estrela como Rand, com Jessica Henwick, Tom Pelphrey, Jessica Stroup e Sacha Dhawan também retornando da primeira temporada; Simone Missick e Alice Eve se juntaram ao elenco. A temporada foi encomendada em julho de 2017, junto com a revelação de que Metzner substituiria o criador da série Scott Buck como showrunner. As filmagens da temporada começaram no final de 2017 em Nova York, e continuaram até maio de 2018. Cada episódio da temporada é nomeado conforme o título da edição de vários quadrinhos em que Danny Rand apareceu.
A temporada foi lançada em 7 de setembro de 2018 e consiste em dez episódios. A temporada recebeu críticas mistas dos críticos, mas foi considerada uma melhora em relação à temporada anterior.

## Episódios
| N.º na série | N.º na temp. | Título                                                            | Dirigido por       | Escrito por         | Lançamento            |
| --- | ------------ | ----------------------------------------------------------------- | ------------------ | ------------------- | --------------------- |
| 14 | 1            | ""The Fury of Iron Fist" "A Fúria do Punho de Ferro"              | David Dobkin       | M. Raven Metzner    | 7 de setembro de 2018 |
| O bilionário Danny Rand se muda com a namorada Colleen Wing, morando em seu dojo em Chinatown, Nova York. À noite, ele luta contra criminosos nas ruas usando o poder mágico do Punho de Ferro, e vê um aumento no crime entre gangues como os Tigres de Ouro e os Machadinhos após a destruição da Mão. Colleen encontra uma caixa com o kamon de sua família, que a afastou anos antes. Ela começa a investigar de onde a caixa pode ter vindo e acredita que o dono da loja de móveis Frank Choi pode saber sua origem. Ele desaparece quando não consegue pagar aos Tigres de Ouro pela proteção. Danny e Ward Meachum - que dirige a empresa de Danny - se encontram com a irmã de Ward, Joy, que pede que eles a comprem da empresa; Danny concorda. Joy está trabalhando com Davos, que foi criado com Danny na cidade mística de K'un-Lun. Davos confronta Danny, revelando que ele descobriu uma maneira de tirar o punho de ferro de Danny. Davos acredita que é o seu direito de primogenitura, mas Danny se recusa a desistir. |              |                                                                   |                    |                     |                       |
| 15 | 2            | "The City's Not for Burning" "Ninguém Vai Botar Fogo Aqui"        | Rachel Talalay     | Jon Worley          | 7 de setembro de 2018 |
| Anos antes, Danny ganhou o direito de ganhar o Punho de Ferro depois de ter sido nomeado vencedor de um duelo contra Davos em K'un-Lun pelo pai de Davos, Lei Kung, embora Davos não tenha sofrido derrota para Danny. Agora, a luta entre os Tigres de Ouro e os Machadinhos aumenta e Danny não consegue convencer Hai-Qing Yang, o líder dos Machadinhos, a procurar uma solução pacífica para o conflito. Nas ruas, Danny conhece uma estranha recém-chegada à cidade, Mary, e a ajuda, dando-lhe instruções e tentando protegê-la da violência das gangues. Ela desenvolve sentimentos por Danny em resposta à sua gentileza. Joy e Davos usam chantagem para adquirir uma tigela antiga de Mika Prada, uma antiga conhecida de Joy. Colleen convence a esposa de Hai-Qing, Sherry, a convencer o marido a fazer paz. Mais tarde, Davos se encontra com Hai-Qing sobre remessas que ele chegou às docas do Hatchet e, quando descobre que o grupo não pode mais proteger seus itens, já que agora planeja compartilhar as docas com os Tigres de Ouro. Davos dá um golpe em Hai-Qing .                                                           |              |                                                                   |                    |                     |                       |
| 16 | 3            | "This Deadly Secret" "Segredo Mortal"                             | Toa Fraser         | Tatiana Suarez-Pico | 7 de setembro de 2018 |
| Aprendendo sobre a parceria de Joy e Davos, Ward pede a Danny que convide o casal para jantar, para que todos possam discutir suas diferenças. Apesar dos protestos de Davos, Joy concorda em evitar suspeitas. Mary deixa um conjunto de fotos de vigilância mostrando Danny e Colleen no dojo, e quando Danny a confronta sobre elas, Mary diz que elas estão sendo observadas por alguém chamado Walker. Ward acredita que alguém em suas reuniões de Narcóticos Anônimos está trabalhando para Joy e se torna paranóico. Ele finalmente não vem ao jantar. Joy e Davos fingem gentileza até Colleen exigir que discutam suas queixas com Danny. Davos encontra as fotos de vigilância, que ele e Joy haviam combinado de tirar, e os dois saem. Danny e Colleen chegam a um parlay entre os Tigres de Ouro e os Hatchets, agora representados pela Sra. Yang. As negociações parecem bem-sucedidas, mas Danny acredita que os Tigres de Ouro criaram uma armadilha e os atacaram. A sra. Yang escapa com Colleen. Davos e Joy confrontam Walker, que parece ser uma Mary violenta.                                                                |              |                                                                   |                    |                     |                       |
| 17 | 4            | "Target: Iron Fist" "Alvo: Punho de Ferro"                        | MJ Bassett         | Jenny Lynn          | 7 de setembro de 2018 |
| Joy descobre que Walker tem um distúrbio dissociativo de identidade, com Mary sendo uma personalidade alternativa; Walker insiste que ela pode controlar Mary. Danny tenta reacender as negociações de paz entre as tríades, mas os Tigres de Ouro já tomaram as docas e os Hatchets estão se preparando para revidar. Danny visita Hai-Qing e percebe que Davos havia causado o derrame. Hai-Qing pode contar a Danny o que Davos estava trazendo nas docas. Danny e Colleen são recebidos pelo detetive Misty Knight, um amigo a quem Danny deu um braço robótico depois que ela perdeu o dela lutando contra a Mão. Misty explica que a armadilha que Danny viu foi na verdade policiais vigiando o parlay e pede que Danny fique longe daqui para a frente. Em vez disso, ele vai para as docas por conta própria, mas Davos já matou os soldados do Tigre Dourado e tomou o que queria: a pele tatuada do cadáver de um velho Punho de Ferro. Danny é atacado, drogado e levado por Walker ao local de um ritual em que a tigela, a pele e o sangue de Danny são usados para transferir o poder do Punho de Ferro para Davos.                    |              |                                                                   |                    |                     |                       |
| 18 | 5            | "Heart of the Dragon" "Coração do Dragão"                         | Mairzee Almas      | Declan de Barra     | 7 de setembro de 2018 |
| Sangrando, Danny é encontrado por um grupo de crianças locais que começaram sua própria tríade. Eles planejam dar Danny aos Tigres de Ouro em troca de uma recompensa. Colleen e Misty tentam encontrar Danny rastreando Walker, e conseguem a ajuda de Ward para fazer rapidamente uma pesquisa de impressões digitais nas fotos de vigilância. Davos parece se tornar o Punho de Ferro que Danny nunca foi, começando com o fim da guerra da tríade. Ele vai a uma boate de propriedade dos Tigres de Ouro e mata a liderança deles. Joy começa a temer o que Davos pode fazer com ela, e contrata Walker para se proteger. Uma das crianças com Danny, BB - que Colleen já havia encontrado várias vezes antes - é convencida por Danny a ligar para Colleen. Ela e Misty encontram Danny, e Ward faz com que Bethany, seu patrocinador de NA, cuide dos ferimentos de Danny. Enquanto Ward fica com Danny, Colleen e Misty vão garantir que Joy esteja segura e a encontram com Walker. Colleen e Misty dominam Walker, e levam os dois de volta ao dojo, onde Joy confirma que sabia o que Davos planejava o tempo todo e queria machucar Danny. |              |                                                                   |                    |                     |                       |
| 19 | 6            | "The Dragon Dies at Dawn" "Morte Certa Para o Dragão"             | Philip John        | Matthew White       | 7 de setembro de 2018 |
| Joy revela que o ritual foi realizado por três tatuadores chamados Crane Sisters. Esperando que eles possam reverter o processo, Colleen e Misty vão encontrá-los deixando Ward para vigiar Danny, Joy e Walker. Walker concorda em levar Danny de volta ao local onde o ritual ocorreu para confrontar Davos, deixando Ward e Joy para discutir seu relacionamento. Joy se recusa a perdoar Ward e o deixa. Depois de explicar que eles são acessórios para um crime, Misty faz com que as Crane Sisters concordem em reverter o ritual. Walker revela a Danny que ela realmente planeja matar Davos antes de fugir para morar em uma cabana isolada em paz. Isso permitiria evitar qualquer um dos gatilhos que trazem Mary à superfície. Danny convence-a a tomar Davos como refém, e quando ele retorna de sua matança pela cidade, Davos é subjugado. Ele consegue quebrar a perna de Danny antes de cair inconsciente. Walker chama uma ambulância para Danny, mas Davos é deixado para trás quando Mary é acionada e foge depois de ouvir que Walker planeja mantê-la presa.                                                                   |              |                                                                   |                    |                     |                       |
| 20 | 7            | "Morning of the Mindstorm" "Por Um Triz"                          | Stephen Surjik     | Rebecca Dameron     | 7 de setembro de 2018 |
| Com a ajuda de uma cinta de perna de última geração, Danny começa a se recuperar de uma lesão, mas é incapaz de lutar. Misty espera obter a ajuda da delegacia de polícia local para impedir Davos, mas o capitão William Pike não está disposto a fazê-lo, já que Davos está colocando um fim ao crime organizado no bairro. Além de continuar sua matança, Davos recruta a gangue de crianças locais e planeja treiná-las como soldados para ajudar a combater sua guerra contra o crime na cidade de Nova York. Danny também quer começar a treinar novamente, esperando que Colleen reabra seu dojo para ensinar. Ela não quer assumir a responsabilidade por um aluno que poderia lutar e morrer, mas eventualmente cede e começa a treinar Danny para lutar com sua lesão. Misty aprende os requisitos do ritual com Prada e procura mais ajuda. Ward recorre ao álcool para afogar suas tristezas, apesar dos protestos de Betânia. Ward mais tarde a ouve revelar em uma reunião de NA que está grávida de seu filho. Joy visita Mary, que percebe que ela está protegida por Walker. Mary deixa uma mensagem encorajadora para Walker.       |              |                                                                   |                    |                     |                       |
| 21 | 8            | "Citadel on the Edge of Vengeance" "Cidadela à Beira da Vingança" | Julian Holmes      | Melissa Glenn       | 7 de setembro de 2018 |
| Walker observa a mensagem de Mary e fica confuso quando Mary a agradece por libertá-las de uma prisão sokoviana, onde eles foram prisioneiros de guerra durante anos enquanto serviam nas forças armadas. Walker sempre acreditou que foi Mary quem os libertou, e o psiquiatra Paul Edmonds sugere que eles possam ter outra personalidade alternativa; Walker descarta essa ideia. Joy tenta minar Davos procurando a tigela e pede a Ward que assuma um empreendimento comercial que ela está realizando na memória de sua mãe. Ele se preocupa que ela esteja em perigo, e Walker concorda em ajudá-lo a matar Davos. BB ajuda Joy a roubar a tigela, enquanto Davos tenta, sem sucesso, convencer a comunidade mais ampla da nobreza de sua cruzada. Os restos das tríades se unem para detê-lo, e tudo o que Danny pode fazer é tentar detê-lo primeiro. Colleen tenta ensinar Danny a superar seu vínculo emocional com Davos, permitindo-lhe perceber o impacto negativo em sua vida que o Punho de Ferro teve. Danny sugere que Colleen tome o poder de Davos.                                                                               |              |                                                                   |                    |                     |                       |
| 22 | 9            | "War Without End" "Guerra Sem Fim"                                | Sanford Bookstaver | Daniel Shattuck     | 7 de setembro de 2018 |
| Colleen se recusa a assumir o poder do Punho de Ferro. Misty retorna com uma força-tarefa da polícia pronta para capturar Davos, assim como Frank Choi, que havia feito um acordo para ativar os Tigres de Ouro. A partir das informações de Choi, Colleen deduz que sua mãe veio para Nova York e ainda pode estar na cidade. Davos descobre a tigela que falta e fere criticamente Joy empurrando-a para fora de uma varanda. BB contata o resto de sua gangue, esperando que eles vejam o motivo, mas eles dizem a Davos que ele foi a um centro comunitário onde Colleen se oferece. Danny e Colleen vão ao centro para impedir que as tríades combinadas se mobilizem para atacar, mas Davos e sua gangue chegam. BB enfrenta sua gangue e é morto. Colleen luta contra o resto até Misty e a polícia chegarem. Danny domina Davos e encontra as Irmãs Crane no dojo para realizar o ritual novamente. Lamentando BB, Colleen concorda em tomar o punho de ferro, mas o ritual é interrompido, deixando Davos e Colleen com o poder. Misty, Ward e Walker encontram Joy, e Ward a leva para segurança. Walker então ataca Misty.                 |              |                                                                   |                    |                     |                       |
| 23 | 10           | "A Duel of Iron" "Um Duelo de Ferro"                              | Jonas Pate         | M. Raven Metzner    | 7 de setembro de 2018 |
| Com dor da cerimônia interrompida, Davos foge de volta para seu esconderijo e é perseguido por Colleen, também com dor, e Danny. Walker espera Davos retornar e tenta matá-lo, mas Danny adverte que matar Davos matará Colleen também até que o ritual esteja completo. Misty acorda, escapa da captura e ajuda Danny a parar Walker, acionando Mary. Colleen luta com Davos e é capaz de extrair o resto do poder do Punho de Ferro dele. Com Davos preso, Danny não tem certeza de seu propósito na vida. Colleen se prepara para proteger as ruas de Chinatown como o novo Punho de Ferro, enquanto Joy tenta retornar à sua vida normal. Walker, considerando a possibilidade de ter outra identidade mais violenta, decide permanecer afiliado a Joy e sua influência. Ward tenta se reconciliar com Bethany, mas ela escolhe criar o filho sozinha. Danny decide deixar Nova York para encontrar Orson Randall, o homem de quem Davos adquiriu o cadáver do Punho de Ferro. Ward viaja com ele e meses depois Danny roubou duas armas de Randall com as quais ele pode formar Punhos de Ferro                                                  |              |                                                                   |                    |                     |                       |

## Elenco e personagens
| - Finn Jones como Danny Rand / Punho de Ferro - Jessica Henwick como Colleen Wing - Tom Pelphrey como Ward Meachum - Jessica Stroup como Joy Meachum - Sacha Dhawan como Davos - Simone Missick como Misty Knight - Alice Eve como Mary Walker | - Natalie Smith como Bethany - Giullian Yao Gioiello como BB - Jason Lai como Rhyno - Jowin Marie Batoon como Torx - Sydney Mae Diaz como Hex - Christine Toy Johnson como Sherry Yang - James Chen como Sam Chung - Fernando Chien como Chen Wu | - Henry Yuk como Hai-Qing Yang - Hoon Lee como Lei Kung - Andrew Pang como Donnie Chang - Murray Bartlett como Paul Edmonds - Rob Morgan como Turk Barrett |

## Produção

### Desenvolvimento
Em janeiro de 2015, o CCL da Netflix, Ted Sarandos, declarou que a série estava "elegível para ter várias temporadas com certeza" e a Netflix olharia "quão bem eles estão dirigindo tanto a base de fãs da Marvel como também a base de fãs mais ampla" em termos de determinar se temporadas adicionais seriam apropriadas. Em julho de 2015, Sarandos disse que algumas das séries dos Defensores teriam "seletivamente várias temporadas à medida que saíssem do portão". Na San Diego Comic-Con International 2017, a segunda temporada de Iron Fist foi anunciada, com Raven Metzner assumindo o papel de showrunner do criador da série Scott Buck, que atuou nesse papel na primeira temporada. O chefe da Marvel Television e produtor executivo da série Jeph Loeb explicou que a Marvel sabia que Buck não estaria disponível para a próxima temporada de Iron Fist devido a seus compromissos com outra série da Marvel, Inhumans, então o estúdio começou a procurar um showrunner substituto. Metzner apresentou uma história para a temporada que animou a Marvel, e Loeb comparou a mudança a um novo escritor que assumiu uma história em quadrinhos.

### Escrita
A temporada começa após os eventos de The Defenders, e mostra Rand cumprindo sua promessa de proteger Nova York após a suposta morte de Matt Murdock no final da minissérie. Para a temporada, Metzner também queria explorar mais a mitologia de K'un-Lun do que foi mostrado na primeira temporada, passando mais tempo lá. Cada episódio é nomeado conforme o título da edição de vários quadrinhos em que Danny Rand apareceu, após a primeira temporada nomeada em cada episódio conforme as técnicas de Shaolin Kung Fu.
Quando perguntado como a temporada seria influenciada pelas críticas do primeira, Metzner disse que a Marvel tinha permitido que ele contasse sua própria história ao invés de seguir a primeira temporada e então ele apenas abordou o projeto como um fã dos quadrinhos e dos personagens. Ele descreveu a segunda temporada como uma "evolução" da primeira. Jones sentiu que Rand seria mais compreensível para o público na segunda temporada depois de morar com a namorada e passar menos tempo na Rand Enterprises. Metzner descreveu essa abordagem como "holística", querendo que a série parecesse estar nas ruas de Nova York.

### Escolha do elenco
Finn Jones, Jessica Henwick, Tom Pelphrey, Jessica Stroup e Sacha Dhawan reprisam seus papéis como Danny Rand / Punho de Ferro, Colleen Wing, Ward Meachum, Joy Meachum e Davos, respectivamente. Com o anúncio da temporada, foi revelado que Simone Missick apareceria, reprisando seu papel como Misty Knight de séries anteriores da Marvel/Netflix. Isso permitiu a exploração da dupla Filhas do Dragão que Wing e Knight formam nos quadrinhos. Alice Eve também juntou ao elenco como Typhoid Mary. Metzner já havia escrito uma versão diferente de Typhoid Mary para o filme Elektra (2005), e sempre se interessou por essa personagem e sua história nos quadrinhos. Eve descreveu a introdução dela na temporada como uma história de origem que explora o mistério das múltiplas personalidades da personagem, enquanto Loeb disse: "Nós a encontramos em um certo ponto de sua vida e então as cartas são derrubadas conforme você avança."

### Filmagens
As filmagens começaram em Nova York em 13 de dezembro de 2017 e foram concluídas em 10 de março de 2018. Jones descreveu isso como o fim de uma "longa e física filmagem de sete meses no inverno". Extensivas filmagens ocorreram em Chinatown de Nova York. Niels Alpert serviu como diretor de fotografia da temporada.
Clayton Barber assumiu o cargo de coordenador de lutas da temporada, tendo também atuado no papel em Pantera Negra (2018), da Marvel Studios, após a coreografia de luta da primeira temporada ter sido amplamente criticada. Barber foi inspirado pelo "velho kung fu de escola", como os trabalhos de Jackie Chan, e queria fazer as lutas da série parecerem "uma música de punk rock." Metzner notou que Jones teve meses de tempo antes do trabalho na temporada começar a "aprimorar suas habilidades" com as lutas e acrobacias, e disse que ele e o resto do elenco, junto com Barber, "realmente se dedicaram" com as sequências de luta da temporada. Jones acrescentou que todas as cenas de luta tem "um ponto de vista emocional", de modo que impulsionam a história, em vez de simplesmente serem "cenas de luta impressionantes" por causa de ter lutas.

### Música
O DJ e produtor musical Baauer criou a música do trailer da segunda temporada. A trilha sonora da segunda temporada foi composta por Robert Lydecker.

### Conexões com o Universo Cinematográfico Marvel
A temporada apresenta flashbacks do passado de Mary Walker como uma soldada em Sokovia, um pais fictício que foi introduzido em Avengers: Age of Ultron.